# Carlo Tassara
Carlo Tassara — італійський фінансовий холдинг, що раніше був металургійною компанією. Головний офіс знаходиться в Брено, провінція Брешія. Після світової економічної кризи 2008 року він вступив у складну фінансову ситуацію, що змусило його здійснити глибоку реструктуризацію, яка була успішно завершена в 2019 році .

## Історія

### Початок справи у Волтрі
У 1854 році Філіппо Тассара почав виробляти залізо та цвяхи у хуторі Фіоріно, що знаходиться районі Волтрі. На той час на виробництві вже використовували вугільні печі для очищення чавуну та молотки для обробки цвяхів. Виготовлені цвяхи були призначені для суднобудівників в районі Лігурійського моря.
У 1865 році виробництво було перенесене до Волтрі, де був побудований завод, який Філіппо назвав Ricompensa (Рікомпенса). У 1871 р. було вже два металургійні заводи, а в 1874 році на них працювало вже 162 людини. У 1875 р. Філіппо Тассара заснував ще один завод під назвою Stella d'Italia, який був оснащений двома великими поїздами. Багато спеціалізованих робітників з Брешії та Бергамо були покликані працювати на цих металургійних заводах.
У 1882 році було засновано болтовий цех, а в 1883 — перша італійська фабрика сталевих пружин для вагонів і локомотивів.
У 1878 році Філіппо помер. Справу батька продовжили семеро синів (Джузеппе, Джованні, Федеріко, Вітторіо, Костантіно, Філіппо-молодший і Карло). Керівництво взяв на себе старший син Джузеппе, але згодом передав керівництво братові Джованні.
У 1899 році компанія стала називатися Società Anonima Ferriere di Voltri.